# Grünewaldsalen

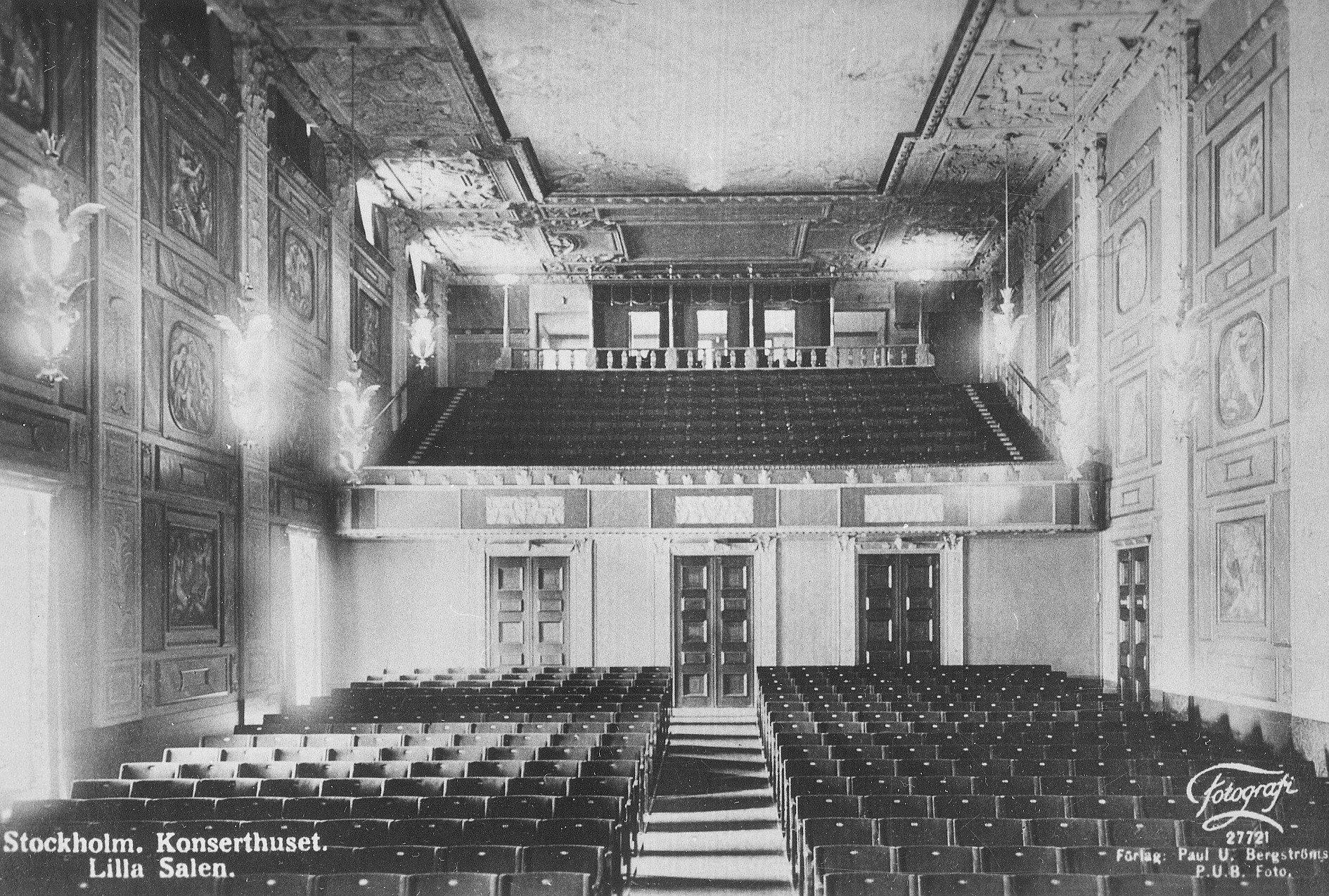
Konserthuset Lilla salen 1926.

Grünewaldsalen är en av två salar i Stockholms konserthus beläget vid Hötorget i Stockholms innerstad. Salen hette från början Lilla salen och fick sitt nuvarande namn på 1970-talet. Salen invigdes liksom hela konserthuset den 7 april 1926 och dess arkitekt var Ivar Tengbom.

## Historia

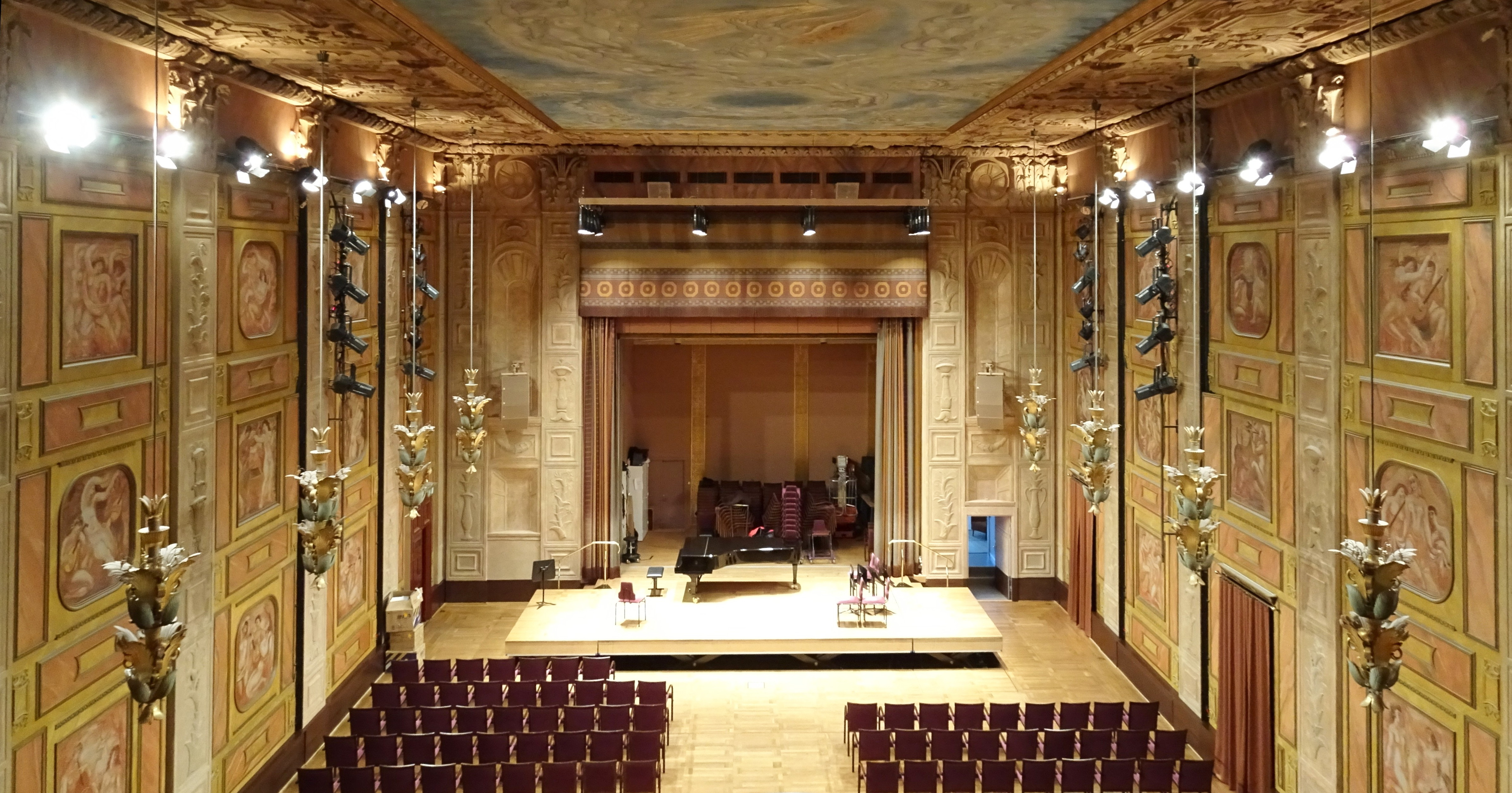
Grünewaldsalen sedd från balkongen mot scenen.

I början av år 1925 fick konstnären Isaac Grünewald uppdraget att utsmycka Lilla salen och det blev Grünewalds första monumentalverk. På bara sex månader genomförde han utsmyckningen. Hans inspirationskälla var de italienska renässanspalatsens dekorerade rum. Både tak och väggar är fyllda av dekorationer. Motiven är hämtade från såväl musikhistorien som från den grekiska mytologin. I taket syns guden Apollon som griper efter solens strålar som samtidigt utgör strängarna på en lyra.
Skulptören Gustaf Cederwall skapade de pilastrar i stuck som delar in väggarna i fält. Lamporna – pendelarmaturer hängande från taket – är ännu de ursprungliga och är ritade av formgivaren Robert Hult. Cederwall och Hult var anställda av Ivar Tengbom, konserthusets arkitekt. Scenridån med kolonnmotiv vävdes efter Tengboms anvisningar i en särskild väv- och textilateljé under ledning av textilformgivaren Elsa Gullberg. Det utslitna originalet har ersatts av en kopia tillverkad av Astrid Sampe.
Mattan i foajén är på 76 m² och Grünewald har i motivet inspirerats av Kretas minoiska kultur. Originalet tillverkades av Bror Höögs väveri i Borås, men ersattes av en kopia 1987.

## Salen idag
Grünewaldsalens utformning är i huvudsak välbevarad. Med sina barockmässiga inslag framstår den som en ovanlig representant för den svenska 1920-talsklassicismen och svarar inte riktigt mot tidens Swedish grace. Kontrasten mellan Stora och Lilla salen är enligt Stockholms stadsmuseum "av stort arkitekturhistoriskt intresse och ett väsentligt inslag som ger Konserthuset dess särprägel". Vid renoveringen på 1990-talet förnyades ytskikten, och målningarna i Grünewaldsalen rengjordes och konserverades. Vid samma tillfälle installerades ett podium mitt i salen. Grünewaldsalen har plats för upp till 460 personer.

Interiörbilder Grünewaldsalen och foajén
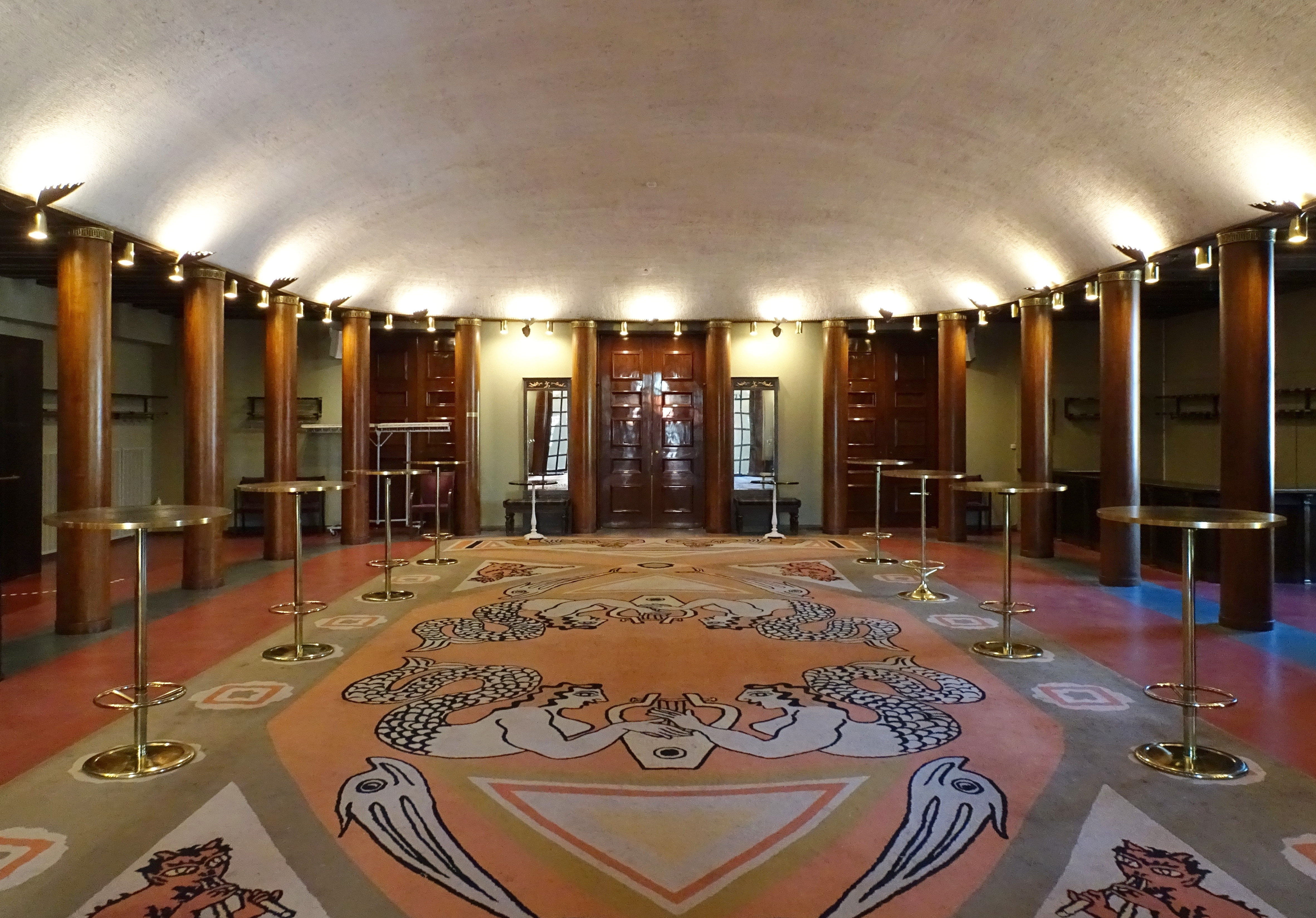
Grünewaldsalens foajé.
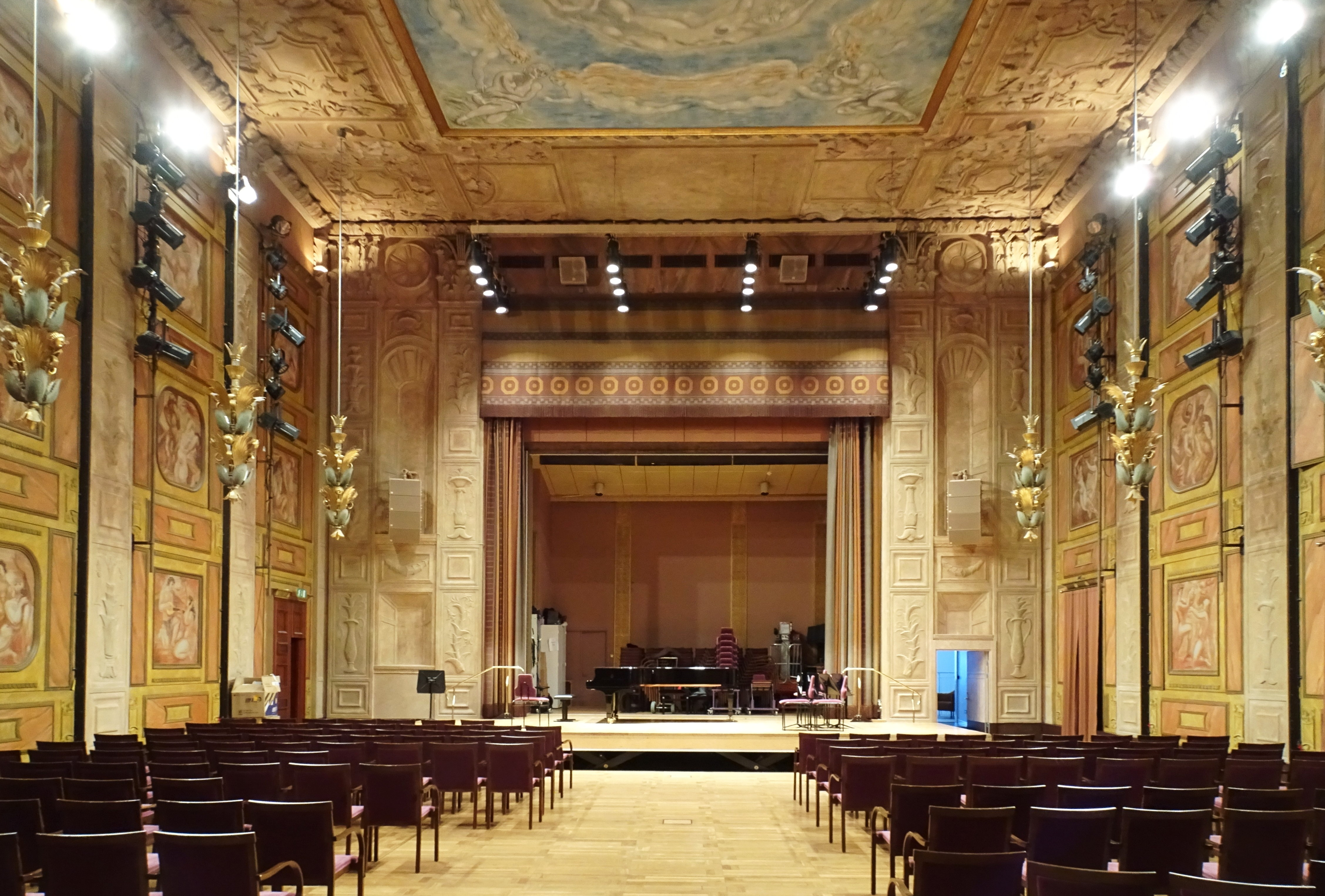
Grünewaldsalen, mot scenen.
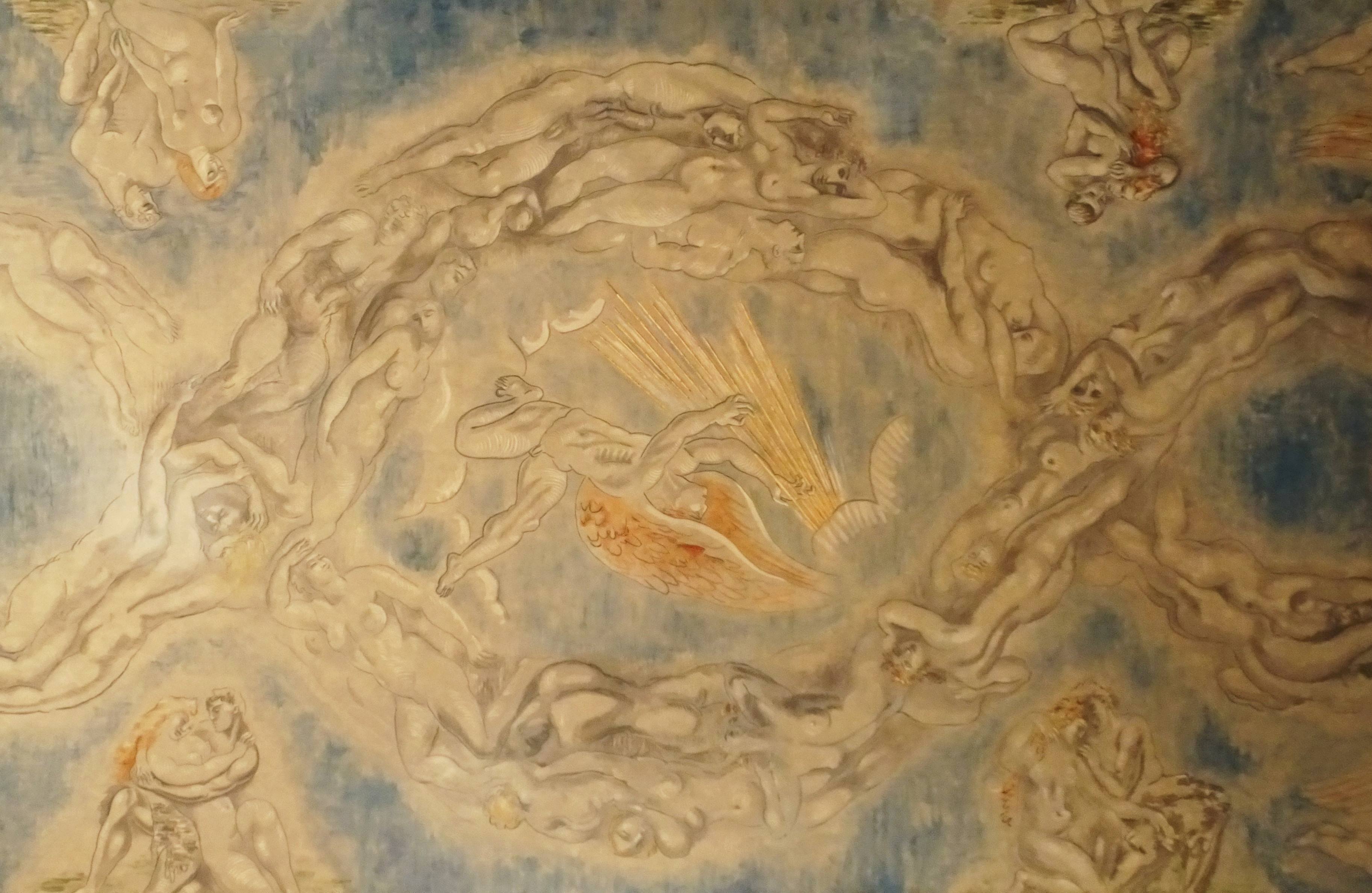
Grünewalds takmålning (beskuren).
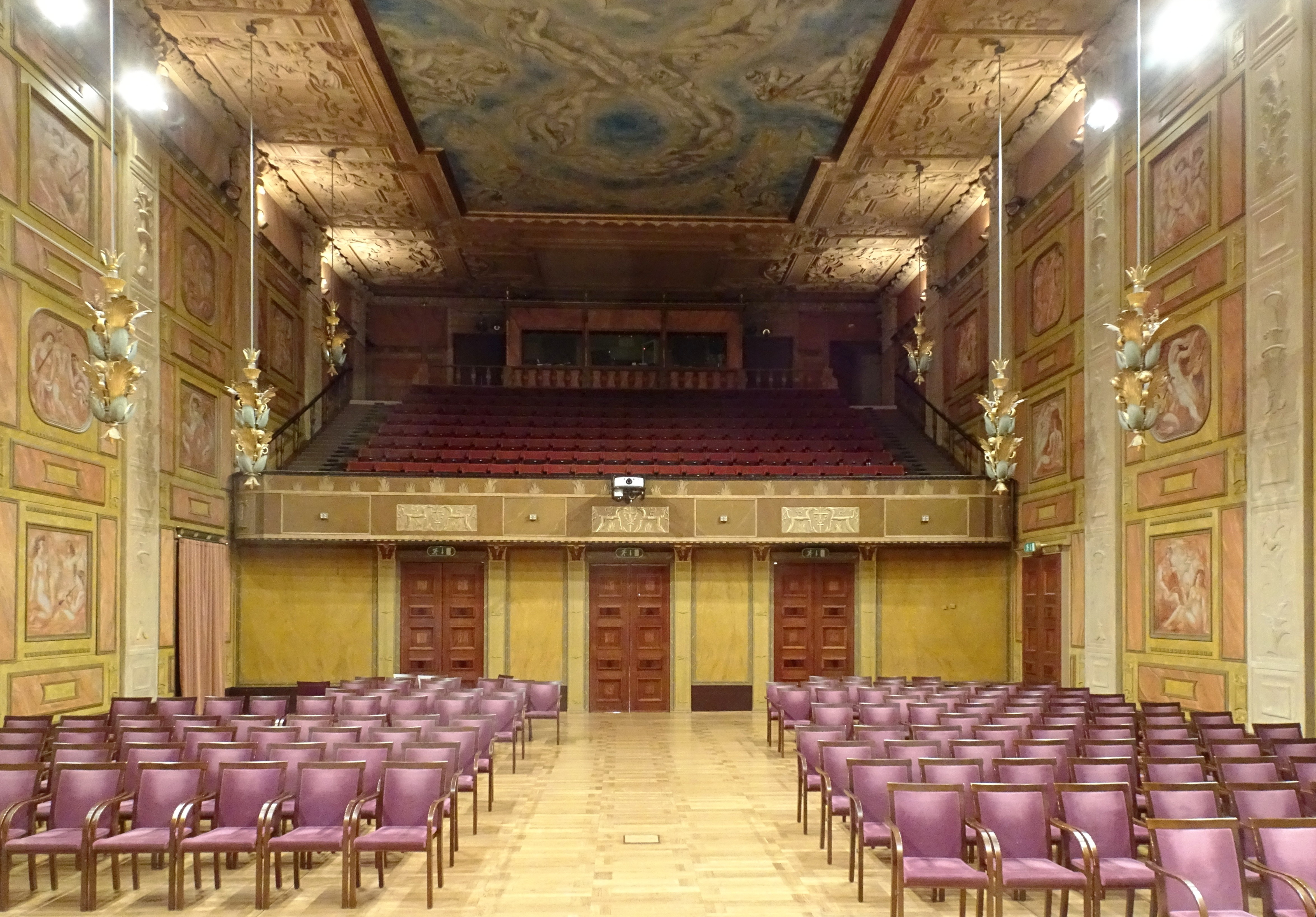
Grünewaldsalen, mot salongen och balkongen.
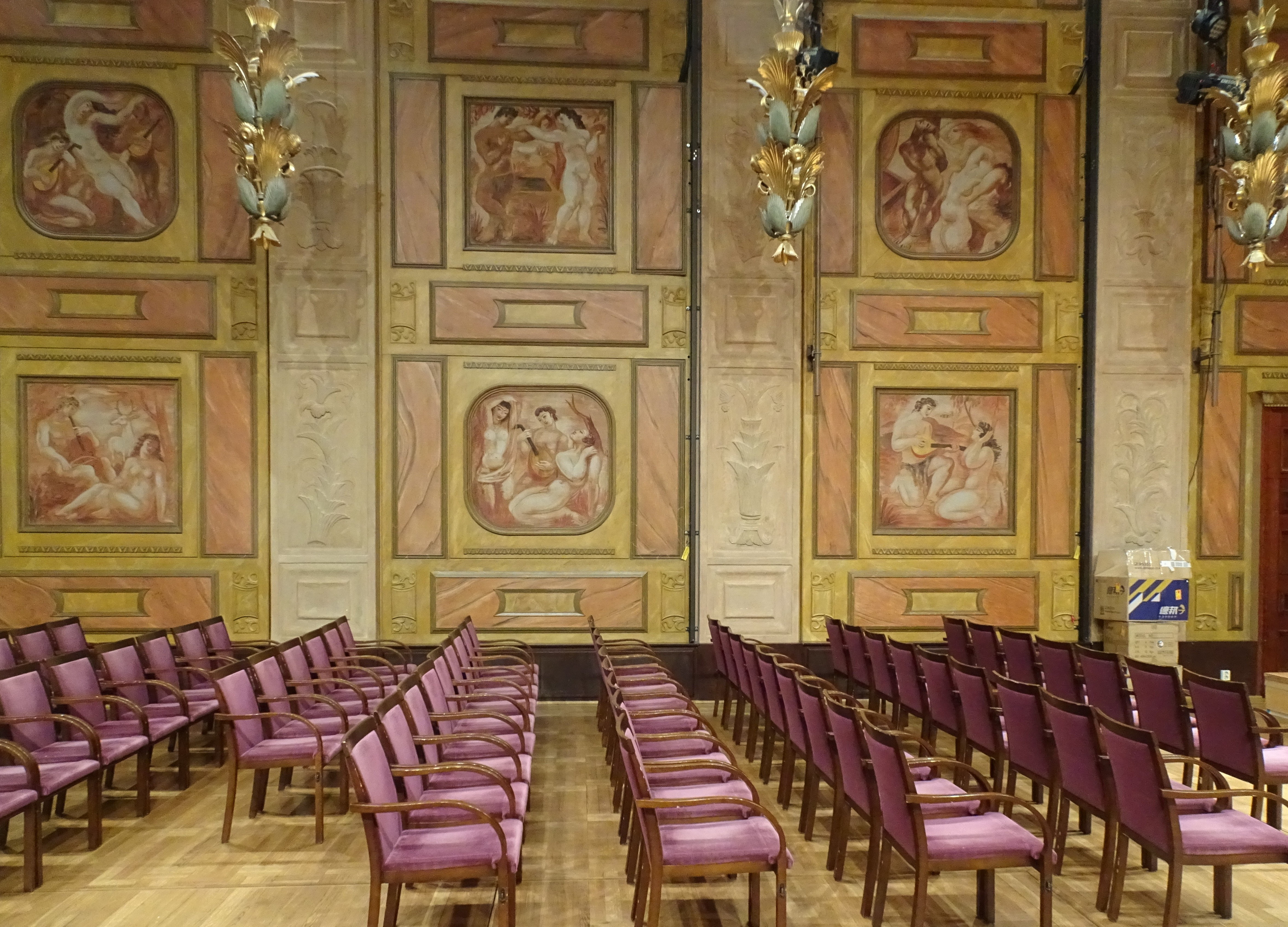
Grünewaldsalen, mot östra väggen.